# Чеботару, Евгений Сергеевич
Евге́ний Серге́евич Чебота́ру (рум. Eugeniu Cebotaru; 16 октября 1984, Кишинёв, СССР) — молдавский футболист, полузащитник клуба «Петролул».

## Карьера

### Клубная
Уроженец Кишинёва. Начал профессиональную карьеру в возрасте 19 лет в местном «Зимбру», в составе которого провёл четыре сезона, за которые провёл 59 матчей за клуб в чемпионате, забил десять мячей. Дважды в 2003 и 2004 годах вместе с «Зимбру» становился обладателем кубка Молдовы. В 2006 году покинул клуб и перебрался в румынский «Чахлэул». За шесть лет в «Чахлэуле» вместе с клубом трижды становился победителем соревнований второй румынской лиги. Летом 2011 года был на просмотре в клубе российской Премьер-лиги «Спартак-Нальчик», в декабре было объявлено о подписании с игроком трёхлетнего соглашения. Дебютировал в Премьер-лиге 7 апреля 2012 года в матче с «Томью», выйдя на замену на 75-й минуте. Свой первый гол за «Спартак-Нальчик» забил 13 июля 2013 года в ворота нижнекамского «Нефтехимика» на 7 минуте встречи.

### В сборной
В составе главной национальной команды дебютировал 17 ноября 2007 года в игре отборочного турнира к чемпионату Европы 2008 года против сборной Венгрии.
| Матчи и голы Евгения Чеботару за сборную Молдовы | Матчи и голы Евгения Чеботару за сборную Молдовы | Матчи и голы Евгения Чеботару за сборную Молдовы | Матчи и голы Евгения Чеботару за сборную Молдовы | Матчи и голы Евгения Чеботару за сборную Молдовы | Матчи и голы Евгения Чеботару за сборную Молдовы | Матчи и голы Евгения Чеботару за сборную Молдовы |
| №                                                | Дата                                             | Место проведения                                 | Соперник                                         | Счёт                                             | Голы                                             | Соревнование                                     |
| ------------------------------------------------ | ------------------------------------------------ | ------------------------------------------------ | ------------------------------------------------ | ------------------------------------------------ | ------------------------------------------------ | ------------------------------------------------ |
| 1                                                | 17 ноября 2007                                   | Кишинёв                                          | Венгрия                                          | 3:0                                              | -                                                | Отборочный матч ЧЕ-2008                          |
| 2                                                | 24 мая 2008                                      | Риека                                            | Хорватия                                         | 0:1                                              | -                                                | Товарищеский матч                                |
| 3                                                | 28 мая 2008                                      | Тирасполь                                        | Армения                                          | 2:2                                              | -                                                | Товарищеский матч                                |
| 4                                                | 11 октября 2008                                  | Пирей                                            | Греция                                           | 0:3                                              | -                                                | Отборочный матч ЧМ-2010                          |
| 5                                                | 15 октября 2008                                  | Люксембург                                       | Люксембург                                       | 0:0                                              | -                                                | Отборочный матч ЧМ-2010                          |
| 6                                                | 11 февраля 2009                                  | Анталья                                          | Македония                                        | 1:1                                              | -                                                | Товарищеский матч                                |
| 7                                                | 28 марта 2009                                    | Кишинёв                                          | Швейцария                                        | 0:2                                              | -                                                | Отборочный матч ЧМ-2010                          |
| 8                                                | 1 апреля 2009                                    | Ланси                                            | Швейцария                                        | 0:2                                              | -                                                | Отборочный матч ЧМ-2010                          |
| 9                                                | 6 июня 2009                                      | Тбилиси                                          | Грузия                                           | 2:1                                              | -                                                | Товарищеский матч                                |
| 10                                               | 10 июня 2009                                     | Борисов                                          | Беларусь                                         | 2:2                                              | -                                                | Товарищеский матч                                |
| 11                                               | 12 августа 2009                                  | Ереван                                           | Армения                                          | 4:1                                              | -                                                | Товарищеский матч                                |
| 12                                               | 10 октября 2009                                  | Рамат-Ган                                        | Израиль                                          | 1:3                                              | -                                                | Отборочный матч ЧМ-2010                          |
| 13                                               | 3 марта 2010                                     | Анталья                                          | Казахстан                                        | 1:0                                              | -                                                | Товарищеский матч                                |
| 14                                               | 26 мая 2010                                      | Зекирхен-ам-Валлерзе                             | Азербайджан                                      | 1:1                                              | -                                                | Товарищеский матч                                |
| 15                                               | 29 мая 2010                                      | Аниф                                             | ОАЭ                                              | 2:3                                              | -                                                | Товарищеский матч                                |
| 16                                               | 11 августа 2010                                  | Кишинёв                                          | Грузия                                           | 0:0                                              | -                                                | Товарищеский матч                                |
| 17                                               | 3 сентября 2010                                  | Кишинёв                                          | Финляндия                                        | 2:0                                              | -                                                | Отборочный матч ЧЕ-2012                          |
| 18                                               | 7 сентября 2010                                  | Будапешт                                         | Венгрия                                          | 1:2                                              | -                                                | Отборочный матч ЧЕ-2012                          |
| 19                                               | 8 октября 2010                                   | Кишинёв                                          | Нидерланды                                       | 0:1                                              | -                                                | Отборочный матч ЧЕ-2012                          |
| 20                                               | 6 февраля 2011                                   | Вила-Реал-ди-Санту-Антониу                       | Польша                                           | 0:1                                              | -                                                | Товарищеский матч                                |
| 21                                               | 9 февраля 2011                                   | Лагос                                            | Андорра                                          | 2:1                                              | -                                                | Товарищеский матч                                |
| 22                                               | 29 марта 2011                                    | Сольна                                           | Швеция                                           | 1:2                                              | -                                                | Отборочный матч ЧЕ-2012                          |
| 23                                               | 3 июня 2011                                      | Кишинёв                                          | Швеция                                           | 1:4                                              | -                                                | Отборочный матч ЧЕ-2012                          |
| 24                                               | 10 августа 2011                                  | Строволос                                        | Кипр                                             | 2:3                                              | -                                                | Товарищеский матч                                |
| 25                                               | 2 сентября 2011                                  | Хельсинки                                        | Финляндия                                        | 1:4                                              | -                                                | Отборочный матч ЧЕ-2012                          |
| 26                                               | 6 сентября 2011                                  | Кишинёв                                          | Венгрия                                          | 0:2                                              | -                                                | Отборочный матч ЧЕ-2012                          |
| 27                                               | 7 октября 2011                                   | Роттердам                                        | Нидерланды                                       | 0:1                                              | -                                                | Отборочный матч ЧЕ-2012                          |
| 28                                               | 11 октября 2011                                  | Кишинёв                                          | Сан-Марино                                       | 4:0                                              | -                                                | Отборочный матч ЧЕ-2012                          |
| 29                                               | 11 ноября 2011                                   | Тбилиси                                          | Грузия                                           | 0:2                                              | -                                                | Товарищеский матч                                |
| 30                                               | 23 мая 2012                                      | Пуэрто-Ордас                                     | Венесуэла                                        | 0:4                                              | -                                                | Товарищеский матч                                |
| 31                                               | 26 мая 2012                                      | Даллас                                           | Сальвадор                                        | 0:2                                              | -                                                | Товарищеский матч                                |
| 32                                               | 16 октября 2012                                  | Серравалле                                       | Сан-Марино                                       | 2:0                                              | -                                                | Отборочный матч ЧМ-2014                          |
| 33                                               | 7 июня 2013                                      | Кишинёв                                          | Польша                                           | 1:1                                              | -                                                | Отборочный матч ЧМ-2014                          |
| 34                                               | 15 января 2014                                   | Абу-Даби                                         | Норвегия                                         | 1:2                                              | -                                                | Товарищеский матч                                |
| 35                                               | 17 января 2014                                   | Абу-Даби                                         | Швеция                                           | 1:2                                              | -                                                | Товарищеский матч                                |
| 36                                               | 20 января 2014                                   | Абу-Даби                                         | Польша                                           | 0:1                                              | -                                                | Товарищеский матч                                |
| 37                                               | 24 мая 2014                                      | Херес-де-ла-Фронтера                             | Саудовская Аравия                                | 4:0                                              | -                                                | Товарищеский матч                                |
| 38                                               | 27 мая 2014                                      | Мауэр-Амштеттен                                  | Канада                                           | 1:1                                              | -                                                | Товарищеский матч                                |
| 39                                               | 3 сентября 2014                                  | Киев                                             | Украина                                          | 0:1                                              | -                                                | Товарищеский матч                                |
| 40                                               | 8 сентября 2014                                  | Подгорица                                        | Черногория                                       | 0:2                                              | -                                                | Отборочный матч ЧЕ-2016                          |
| 41                                               | 5 сентября 2015                                  | Вена                                             | Австрия                                          | 0:1                                              | -                                                | Отборочный матч ЧЕ-2016                          |
| 42                                               | 8 сентября 2015                                  | Кишинёв                                          | Черногория                                       | 0:2                                              | -                                                | Отборочный матч ЧЕ-2016                          |

Итого: 42 матча / 0 голов; 9 побед, 8 ничьих, 25 поражений.

## Достижения
- Обладатель кубка Молдовы (2): 2003, 2004.
- Финалист Суперкубка Молдовы: 2004.
- Бронзовый призёр первенства ФНЛ: 2012/13